# التنين الأزرق (لعبة فيديو)
التنين الأزرق هي لعبة تمثيلية تم تطويرها بواسطة ميست والكر وارتوون وقد نشرتها مايكروسوفت غايم ستيديوز حصريًا لأجهزة أكس بوكس 360. تعتمد لعبة التنين الأزرق على تصميم مصمم سلسلة فاينل فانتسي هيرونوبو والذي أشرف أيضًا على التطوير وكتب الحبكة. كما ويعتبر هذا العنوان الأول لـ شركة ميست والكر كما وأول لقب يخرجه ساكاغوتشي خارج سكوير انيكس. وقد تم إصدار اللعبة في اليابان في ديسمبر 2006 ، حيث تم بيعها كعنوان مستقل وكجزء من حزمة مع اكس بوكس 360. تلقت المناطق الأخرى اللعبة نفسها فقط، مع إصدار في أغسطس 2007.

## القصة
تدور أحداث قصة التنين الأزرق في بيئة خيالية للعالم المفتوح، وتركز القصة على خمسة أصدقاء (شو وجيرو وكلوك وزولا ومارومارو) أثناء سفرهم عبر العالم لمواجهة نيني، الحاكم الشرير للمملكة الكبرى. ولقد ألهم الإعداد الرسوم المتحركة والتكيفات الهزلية المنفصلة، على الرغم من أنها تتبع القصة بدرجات مختلفة وتتميز بمجموعة مختلفة من الشخصيات. تتبع اللعبة تصميمًا تقليديًا للعب الأدوار، يعتمد على الاستكشاف والقتال القائم على الأدوار. أول إصدار للعبة هو أول إصدار لأكس بوكس 360 يستخدم أقراصًا متعددة، حيث تغطي ثلاثة أقراص في المجموع. بشكل عام، تلقت اللعبة استقبالًا إيجابيًا بشكل عام، حيث تم الإشادة بها وانتقادها لتكييفها مع العناصر التقليدية لألعاب لعب الأدوار.

## طريقة اللعب
تستخدم طريقة اللعب في لعبة التنين الأزرق عناصر اللعب القائمة على الأدوار التي شوهدت في ألعاب الفيديو اليابانية القديمة. يحتوي عالم اللعبة على نوعين رئيسيين من المناطق: المدن، حيث يمكن للاعب الراحة وشراء العناصر، ومناطق تشبه الأبراج المحصنة، مع هزيمة العديد من الأعداء.

### الاستكشاف
يمكن للاعبين في البداية السير بين المواقع في العالم الآخر ثم يكتسبون لاحقًا القدرة على الانتقال الفوري إلى المواقع التي تمت زيارتها سابقًا. يتحكم اللاعب في مجموعة من الشخصيات، ولكن يظهر واحد فقط عند استكشاف العالم العلوي. حيث يستطيع اللاعب إلقاء السحر خارج المواقف القتالية بناءً على قدرات كل شخصية.
بعدها عندما يبدأ القتال، يظهر الفريق بأكمله للمعركة. ويكون الأعداء مرئيين للاعب أثناء استكشاف عالم اللعبة، ويمكن تجنبه. في الوقت نفسه، كما يمكن للاعبين اختيار إشراك الأعداء عن طريق إغرائهم وتفعيل دائرة تسمح للاعبين بمحاربة وحوش متعددة في وقت واحد. في بعض الحالات، يقوم أعداء محددون بسد طريق أو صندوق الكنز المطلوب ويجب هزيمتهم للمضي قدمًا. ثم سيتابع الأعداء الآخرون شخصية اللاعب بمجرد أن يتم رصد اللاعب، لكن يمكن للاعبين مراوغتهم إذا فروا بعيدًا بما يكفي. في كثير من الأحيان، يمثل عرض عدو أو وحش واحد على الشاشة في الواقع عددًا من الأعداء المختلفين من أنواع مختلفة محتملة.

### الظلال
ان الميكانيكية الأساسية في اللعبة هي استخدام «الظلال» السحرية، حيث يكون لكل شخصية قابلة للعب ظل مميز على غرار تنين أو طائر الفينيق أو الخفاش أو مينوتور أو نمر ذو أسنان صابر. يمكن تخصيص كل ظل لفئة حرف واحد (من عدد من هذه الفئات) في وقت واحد، مع الأخذ في الاعتبار سمات وقدرات تلك الفئة. كما يمكن للفصل النشط فقط ربح مستويات الفصل أو «الرتب»، لكن اللاعبين أحرار في تغيير الفئات في أي وقت باستثناء القتال، مما يسمح بتخصيص ظلال المجموعة من أجل تحقيق المجموعة المطلوبة من المهارات. ومع زيادة رتبة الظلال في فئة معينة، فإنهم يتعلمون مهارات جديدة، والتي يمكن بعد ذلك تخصيصها لعدد محدود من فتحات المهارة لاستخدامها في القتال. يمكن تخصيص الظلال للمهارات المكتسبة مسبقًا بغض النظر عن فئتها الحالية. على سبيل المثال، إذا تم تعيين الظل حاليًا ليكون «عامًا»، ولكنه تعلم مسبقًا القدرة على إلقاء «سحر الحاجز» أثناء العمل كعضو في فئة هذا السحر، ويمكن تعيين هذه المهارة كمهارة نشطة. فهذا يسمح بالاختلاط أو التهجين، مع قدرة اللاعب على الاختيار من بين المهارات التي تعلمها ظل معين.

### القتال
على الرغم من أن القتال في اللعبة يتبع صيغة مبنية على أساس صارم، فإن تسلسل الأدوار للشخصيات التي لديك يتم حسابه بناءً على إحصائية السرعة للشخصية، وفي بعض الحالات يُسمح للشخصيات بالضرب قبل أن يتمكن الأعداء من التصرف إذا كان لديهم ما يكفي من سرعة. كما يمكن أن تستغرق الهجمات المختلفة فترات زمنية مختلفة لتنفيذها. وهنالك توقيت ميكانيكي قتالي آخر مميز في اللعبة هو «عداد الشحن»، والذي يسمح للاعبين بزيادة قوة التعويذات أو الهجمات من خلال قضاء وقت إضافي في إعدادهم. يتم استخدام هذا المقياس دائمًا في إعادة التعبئة، وكذلك عند استخدام مهارة «الهجوم بالشحنة» التي يستخدمها فصل "Monk". على الرغم من أنه يمكن للاعبين اختيار التصرف على الفور، إلا أن القدرة ستصبح أكثر قوة كلما طالت مدة هجوم اللاعب. ومع ذلك، كلما زاد مقدار الوقت الذي يستغرقه الشخص في الهجوم، كلما طال انتظار شخصية الشحن قبل المنعطف التالي. نتيجة لذلك، يمكن للاعبين اختيار شحن قدرة بحيث يتم تشغيل القدرة قبل وقت قصير من قيام العدو بأفعال، أو يمكنهم بدلاً من ذلك التصويب على «البقعة الحلوة»، وهي منطقة حمراء خاصة على شريط الشحن، مما يشير إلى شحنة تسمح لوقت أقل حتى الهجوم التالي، لذا وبشكل عام، يمكن أن يؤثر تحديد مقدار الشحن الصحيح وترك الزر في ذلك الوقت تحديدًا بشكل كبير على فعالية هجمات كل شخصية أثناء القتال.

## سير الأحداث
تدور أحداث التنين الأزرق في بيئة خيالية للعالم المفتوح حيث ظهرت السحب الأرجوانية بشكل غامض في السماء على مدار السنوات العشر الماضية، مما يشير إلى سوء الحظ والكارثة للناس في جميع أنحاء العالم. على مدى سنوات، جاء الوحش المرعب الملقب بـ «قرش الأرض»، وغيره من التقنيات المفقودة، مثل «مكعب البحر» مع السحب الأرجوانية، مما أسفر عن مقتل الآلاف من الناس وتدمير عدد من القرى. ينقسم العالم إلى مناطق مناخية، كل منها يحتوي على عدة ممالك وقرى، وعدد قليل منها ليس على المسار الرئيسي، ولكنه يحتوي على قصص صغيرة، مثل العمالقة، والأغنام، وكذلك الأبراج المحصنة المخفية. كما تحيط بالبيئة مصادر متعددة للكنوز 

### ملخص
في عالم غير مسمى، تصل السحب الأرجوانية الأسطورية إلى قرية تالتا التي تعد موطن شو وكلوك وجيرو. بينما يبحث القرويون الآخرون عن مأوى، يبطئ شو وجيرو سرعة القرش الأرضي. وبعد مواجهة المشاكل، ينقذهم كلوك.
معًا، ثم يحاصر الثلاثة قرش الأرض في شبكة، لكنه يتحرر ويندفع بعيدًا، ويتدلى شو وجيرو وكلوك من ظهره. بعدها يتوقف القرش في خراب قديم يستكشفه الأصدقاء الثلاثة. حيث يكتشفون أن القرش هي في الحقيقة آلة. وبدون سابق إنذار، تعود الميكا إلى الحياة، هذه المرة فقط تبحر في السماء، مرة أخرى تحمل الثلاثة معها. يصل الحفل إلى قاعدة ميكات العملاقة في السحاب ويتم إلقاءه في غرفة عرش نيني، الزعيم الظاهر. يشرح لهم نيني كيف يستمتع بسماع صراخ ضحايا قرش الأرض المحتضرين. يحارب الحزب نيني، لكن يهُزِم بسهولة. ويتم طردهم من القاعدة ويبدأون في السقوط حتى الموت، لكن شعاع من الضوء من القاعدة يمسك بهم ويعيدهم إليها، وبعدها يجد الحزب ثلاث كرات صغيرة عائمة في منتصف الغرفة؛ فيأمرهم صوت غامض بابتلاع الكرات. يرفض الحزب، وبدلاً من ذلك يتمسك بالمجالات لحفظها. أثناء محاولتهم الوصول إلى الآلة مرة أخرى للهروب من القاعدة، يضطرون إلى محاربة جيش كبير من روبوتات نيني. عندما يبدو أن المعركة لن تنتهي أبدًا، وبصوت غير مرئي يعدهم بمعرفة كيفية قيادة الميكا، يأكل أعضاء الحزب المجالات. وعندما يستهلكون الكرات، يحدث تحول غريب لكل منهم، ويغير أشكال ظلالهم إلى كائنات قوية قادرة على تدمير جيش الروبوت. بعدها ببرهة المجموعة تهرب من القاعدة وتتحطم في الصحراء.
بعد التعرف على ظلالهم الجديدة، يسافر الحزب إلى قرية تالتا، ويصادف مارمورو في الطريق، الذي يمتلك أيضًا ظلًا سحريًا. بعد اكتشاف أن القرويين من تالتا قد بدأوا في التوجه نحو العاصمة جبرال، انطلق الحزب من بعدهم. خارج جبل جبرال مباشرة، وجد الحزب القرويين هوجموا من قبل نمور آكلة الصلب. تم إنقاذهم بوصول الملك جبرال وقواته، بما في ذلك زولا. بمجرد إحضار القرويين إلى جبل جبرال، قرر الملك تنفيذ خطة لتدمير إحدى قواعد نيني بالقرب من جبل جبرال باستخدام شو وأصدقائه مع زولا. معًا، يعمل الحزب مع محاربي قرية تالتا في مملكة الجبل لمحاصرة قاعدة نيني في ميخات. وبعد تدمير القاعدة، يتجه الحزب شمالًا بحثًا عن نيني. تلتقط نيني كلوق، وتضع طوقًا حول رقبتها يدعي نيني أنه سينفجر. بعد وصوله إلى نيني، انفصل زولا عن الحزب ليكسب لهم الوقت لمهاجمة نيني. عندما يحاول الحزب إزالة ياقة كلوك، يمتص نيني ظلال الحزب بوضع الياقات عليها جميعًا. بعد أخذ سلطاتهم ووضعهم في نفسه، ثم يزيل أطواقهم ويحاول قتلهم قبل أن يتعافوا. شو، على الرغم من استنزاف قدراته السحرية، ينقل دون وعي الحزب إلى قرية ديفور البعيدة.
في قرية ديفور، يجدون أنفسهم غير قادرين على الهروب من القرية دون سحرهم، لأن المجتمع محاط بالأشجار الشريرة. شو لديه استيعاب ويجد نفسه قادرًا على استدعاء ظل التنين الخاص به بدون مجاله. فيدمر "Eat yut" في القرية ويستطيع الحزب أخيرًا المغادرة. في النهاية، حيث سيتمكن كل أعضاء الفريق من استدعاء ظلالهم مرة أخرى. في تلك المرحلة، يجتمع الحزب مجددًا مع زولا، الذي يزودهم بـ ميكا لملاحقة نيني. وبينما كان الحزب يلاحق نيني في الميكات، بدأ نيني آلة قديمة تقسم العالم إلى نصفين، مع آلاف المكعبات المعزولة التي تطفو بين النصفين. يتبع الحزب نيني إلى المكعب البدائي في صميم التحول. ويسافر الأصدقاء عبر المكعب في النهاية يهزم الجنرال زابو ويشارك في النهاية نيني. بينما يضعف الحزب نيني، يتضح أن زولا كانت تعمل مع نيني طوال الوقت، وكانت هي الصوت الذي طلب من الآخرين ابتلاع الكرات. عندما كانت زولا أضعف من أن تدافع عن نفسها، أعطاها نيني ظلًا وأرسلها إلى جبرال كجاسوسة. زولا تخون وتقتل نيني وتختار أصدقائها عليه.
ديثروي، المخلوق الصغير الذي كان على كتف نيني يزيل نفسه من جسده الرئيسي ويمتص قوة الحياة المتبقية لـ نيني. بعدها تم الكشف عن أن لعبة ديثروي هي Destroy ، أي التدمير بالإنكليزية وهي السلاح الميكانيكي الحيوي الذي دمر القدماء الأسطوريين الذين حاولوا ذات مرة إحلال السلام في العالم. الحزب يهزم تدمير ويذوبه في الحمم البركانية. ثم يهرب الأصدقاء بسرعة من مكعب الذوبان لينضموا إلى أسرهم.

## التطوير
تم الكشف عن لعبة التنين الأزرق لأول مرة في 24 فبراير 2005 كواحدة من لعبتي لعب الأدوار غير المسماة قيد التطوير بواسطة «ميستوالكر استيوز» لوحدة التحكم والتي أصبحت فيما بعد تعرف باسم اكس بوكس 360. وفي مقابلة مع أي جي ان عقب الكشف عن النقاب، شدد بيتر مور على أهمية توفر ألعاب يابانية على النظام بالنسبة لشركة مايكروسوفت، وعلق قائلاً «... إنها أولوية رئيسية بالنسبة لي خلال 12-18 شهرًا القادمة لضمان أن المطورين اليابانيين هم شركاؤنا.» وساهم في إنتاج اللعبة عدد من الشخصيات اليابانية المعروفة في صناعة الألعاب.حيث تمت كتابة القصة الأصلية للعنوان بواسطة هيرونوبو سكاجاشي، مدير ألعاب أول خمس ألعاب فيديو من فاينل فانتازي. كما أنها تتميز بفن انشأه أكيرا تورياما، مبتكر شخصية دراغون بول والشخصية البصرية ومصمم الوحوش ورسام كل من سلسلة دراجون كويست وكرونو ترايغر 